# Österreich-Rundfahrt 2008

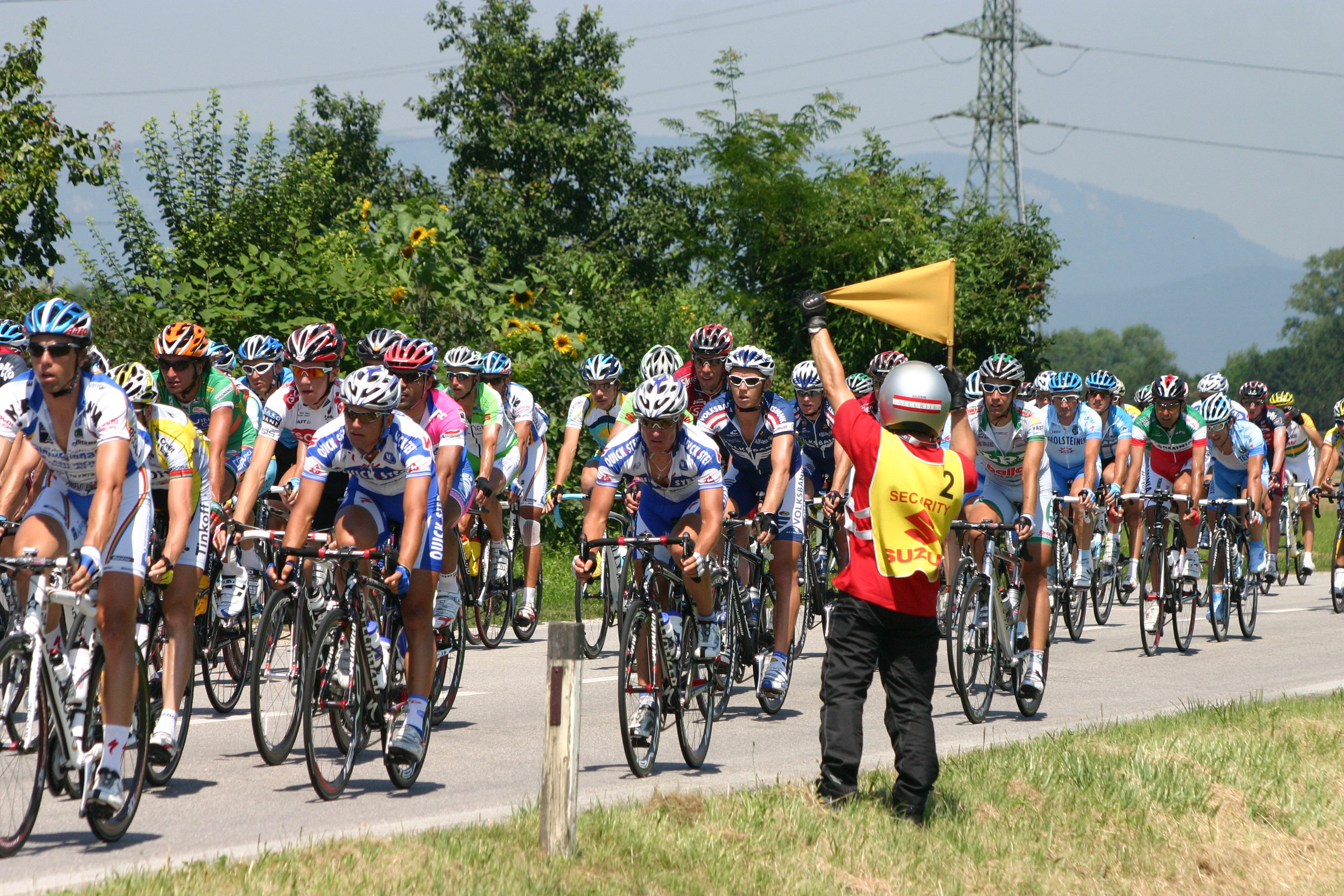
Österreich-Radrundfahrt 2008

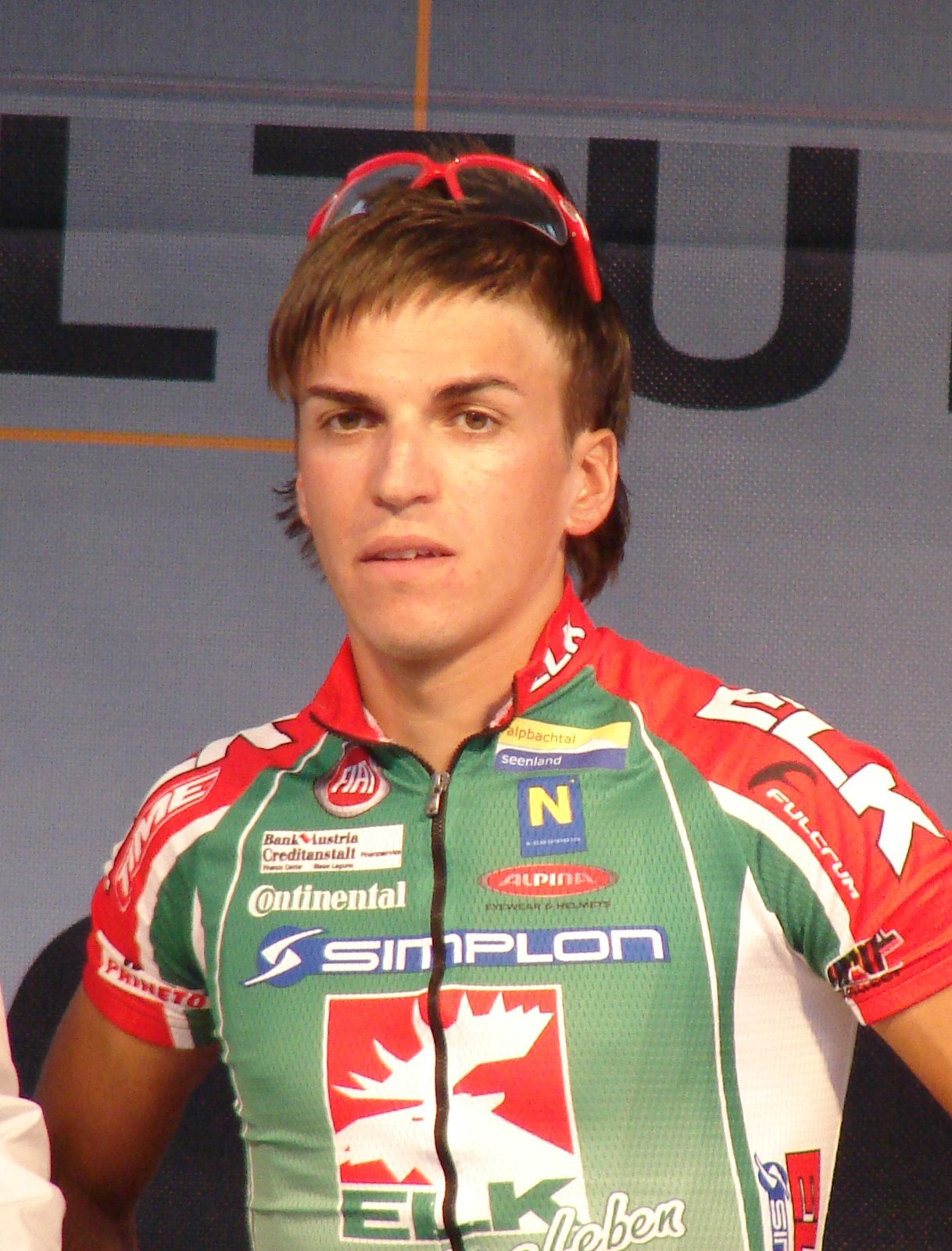
Gesamtsieger Österreich-Rundfahrt 2008 wurde der Österreicher Thomas Rohregger

Die 60. Österreich-Rundfahrt ist ein Straßenradrennen, das am 6. Juli 2008 in Klausen startete und am 13. Juli in Wien mit der Zielankunft auf dem Rathausplatz endete. Das 1.080,1 km lange Etappenrennen gehört zur UCI Europe Tour 2008 und wurde dort in die höchste Kategorie 2. HC eingestuft.
Der Österreicher Thomas Rohregger vom Elk-Haus-Simplon-Team, Gesamtzweiter des Vorjahrs, gewann das Rennen.

## Etappenübersicht
|           | Datum    | Verlauf                      | km    | Etappensieger              | Träger des gelben Trikots  |
| --------- | -------- | ---------------------------- | ----- | -------------------------- | -------------------------- |
| Prolog    | 6. Juli  | Klausen (EZF)                | 01,5  | keiner1)                   | Steffen Radochla (ELK)     |
| 1. Etappe | 7. Juli  | Klausen – Toblach            | 171,2 | Paolo Bettini (QST)        | Paolo Bettini (QST)        |
| 2. Etappe | 8. Juli  | Toblach – Kitzbüheler Horn   | 169,6 | Chris Anker Sørensen (CSC) | Chris Anker Sørensen (CSC) |
| 3. Etappe | 9. Juli  | Kitzbühel – Prägraten        | 183,7 | Ruslan Pidhornyj (LPR)     | Thomas Rohregger (ELK)     |
| 4. Etappe | 10. Juli | Lienz – Wolfsberg            | 214,8 | André Greipel (COL)        | Thomas Rohregger (ELK)     |
| 5. Etappe | 11. Juli | Wiener Neustadt – Bad Vöslau | 184,4 | René Haselbacher (AST)     | Thomas Rohregger (ELK)     |
| 6. Etappe | 12. Juli | Podersdorf (EZF)             | 026,2 | Bert Grabsch (COL)         | Thomas Rohregger (ELK)     |
| 7. Etappe | 13. Juli | Podersdorf – Wien            | 128,7 | Tom Boonen (QSI)           | Thomas Rohregger (ELK)     |

1) Prolog wegen schlechten Wetters abgebrochen.

## Mannschaften
Unter den 18 teilnehmenden Mannschaften mit je acht Fahrern befanden sich neun UCI ProTeams, darunter auch das wegen Dopingvergehen nicht zur zeitgleich stattfindenden Tour de France eingeladene Team Astana.
| Mannschaft                      | Kürzel | Lizenz                        | Starter |
| ------------------------------- | ------ | ----------------------------- | --- |
| Quick Step-Innergetic           | QST    | ProTour                       | Paolo Bettini, Alexander Efimkin, Tom Boonen, Dimytro Grabovskyy, Kevin Seeldraeyers, Andrea Tonti, Davide Vagano und Maarten Wynants                          |
| Astana                          | AST    | ProTour                       | Janez Brajkovic, Thomas Frei, Vladimir Gusev, Renè Haselbacher, Benoît Joachim, Julien Mazet, Steve Morabito und Michael Schär                                 |
| Rabobank                        | RAB    | ProTour                       | Marc de Maar, Robert Gesink, Pedro Horillo-Munoz, Tom Leezer, Gerben Löwik, Bauke Mollema, Grischa Niermann und William Walker                                 |
| Silence-Lotto                   | SIL    | ProTour                       | Bert Roesems, Matthew Lloyd, Oliver Kaisen, Bart Dockx, Pieter Jacobs, Geert Steurs, Jurgen van den Broeck und Wim van Huffel                                  |
| CSC Saxo Bank                   | CSC    | ProTour                       | Michael Blaudzun, Lasse Bøchman, Alexander Kolobnev, Gustav Larsson, Bradley McGee, Jason McCartney, Chris Anker Sørensen und Jurgen van Goolen                |
| Gerolsteiner                    | GST    | ProTour                       | Oscar Gatto, Tim Klinger, Volker Ordowski, Davide Rebellin, Matthias Russ, Stephan Schreck, Tom Stamsnijder und Peter Wrolich                                  |
| Columbia                        | COL    | ProTour                       | Michael Barry, Edvald Boasson-Hagen, Bert Grabsch, André Greipel, Greg Henderson, Craig Lewis, Servais Knaven und Frantisek Rabon                              |
| Lampre                          | LAM    | ProTour                       | Emanuele Bindi, Paolo Bossoni, Paolo Fornaciari, Roberto Longo, David Loosly, Lubos Pelanek, Mauro Santambrogio und Danilo Napolitano                          |
| Milram                          | MRM    | ProTour                       | Luca Barla, Andriy Grivko, Matej Jurco, Christian Kux, Artur Gajek, Dominik Roels, Sebastian Schwager und Martin Celits                                        |
| L.P.R. Brakes-Ballan            | LPR    | Professional Continental Team | Giairo Ermeti, Luca Celli, Roberto Ferrari, Jure Golcer, Sergio Marinangeli, Ruslan Pidgornyy, Cristiano Salerno und Paolo Savoldelli                          |
| Tinkoff Credit Systems          | TCS    | Professional Continental Team | Pavel Brutt, Nikita Eskov, Ilya Chernetskiy, Alex Gottfried, Walter Pedrazo, Alexander Serov, Ricardo Serrano und Yauhen Sobal                                 |
| CSF Group-Navigare              | CSF    | Professional Continental Team | Guillermo Ruben Bongiorno, Federico Canutti, Mauro Finetto, Marco Frapporti, Julio Alberto Perez-Cuapio, Andrea Pagoto, Mauro Abel Richeze und Francesco Tomei |
| Serramenti PVC Diquigiovanni    | SDA    | Professional Continental Team | Santo Anza, Francesco Ginanni, Alessandro Bertolini, Danilo Hondo, Leonardo Moser, Daniele Nardello, Nazareno Rossi und Roberto Traficante                     |
| Ceramica Flaminia Bossini Docce | FLM    | Professional Continental Team | Gianpaolo Caruso, Vladimir Duma, Leonardo Girodani, Dainius Kairelis, Mikhaylo Khalilov, Tomasz Marczynski, Luigi Sestili und Filippo Simeoni                  |
| Elk Haus-Simplon                | ELK    | Professional Continental Team | Markus Eibergger, Wolfgang Murer, Clemens Fankhauser, Steffen Radochla, Thomas Rohregger, Stefan Rucker, Gerhard Trampusch und Jan Valach                      |
| Volksbank                       | VBG    | Professional Continental Team | Josef Benetseder, René Weissinger, Gerrit Glomser, Cameron Wurf, Harald Morscher, André Korff, Christoph Sokoll und Florian Stalder                            |
| ARBÖ-KTM-Junkers                | KTM    | Continental Team              | Jan Barta, Michael Knopf, Josef Kugler, Petr Lechner, Stefan Pöll, Rupert Probst, Stefan Probst und Stefan Stadler                                             |
| ARBÖ Wels Gourmetfein           | RAD    | Continental Team              | Christian Isak, Christof Kerschbaum, Michael Pichler, Hans-Peter Obwaller, Werner Riebenbauer, Martin Riska, Martin Schöffmann und Matthias Schröger           |

Die beiden oberösterreichischen Continental Teams konnten sich über ihre Positionen in der Tchibo Top Rad Liga für die Rundfahrt qualifizieren.

## Etappen

### Prolog
Die 60. Österreich-Rundfahrt begann am 6. Juli 2008 mit einem 1,5 km langen Einzelzeitfahren mit Start und Ziel in Klausen. Die Länge des Prologs war ursprünglich auf 3,3 km angesetzt, wurde jedoch aufgrund eines aufziehenden Unwetters verkürzt.
Nachdem etwa die Hälfte der Fahrer gestartet war, erschwerte einsetzender Regen die Bedingungen. Neun Teilnehmer waren noch nicht auf die Strecke gegangen, als das Rennen wegen des immer schlechter werdenden Wetters zunächst unterbrochen und schließlich abgesagt wurde. Die Rennleitung entschied, alle Fahrer mit der gleichen Zeit zu werten. Der zum Zeitpunkt des Abbruchs führende Steffen Radochla, der als Fünfter ins Rennen gegangen war, erhielt das gelbe Trikot des Gesamtführenden.

### Erste Etappe
Die erste Etappe verlief auf italienischem Boden von Klausen nach Toblach. Auf die erste Zieldurchfahrt bei Rennkilometer 71,8 folgten Anstiege über den Kreuzbergpass und zum Misurinasee, wo eine Bergwertung der ersten Kategorie absolviert wurde. Nach 171,2 km erreichten die Teilnehmer das Ziel im Pustertal.
Nachdem zahlreiche Ausreissversuche nicht erfolgreich waren, gelang es Dominik Roels sich nach der ersten Sprintwertung vom Feld zu lösen. Sein maximaler Vorsprung betrug fast 13 Minuten, er wurde jedoch vor der letzten Bergwertung wieder eingeholt. Eine 23 Fahrer umfassende Gruppe mit vielen Favoriten auf den Gesamtsieg erreichte gemeinsam das Ziel. Der Österreicher Gerrit Glomser verschenkte dabei den Etappensieg. Während er sich wenige Meter vor dem Ziel bereits als Sieger wähnte und jubelnd die Hände in die Höhe streckte, wurde er vom amtierenden Weltmeister Paolo Bettini noch abgefangen. Bettini wurde damit erster Führender im Gesamtklassement.

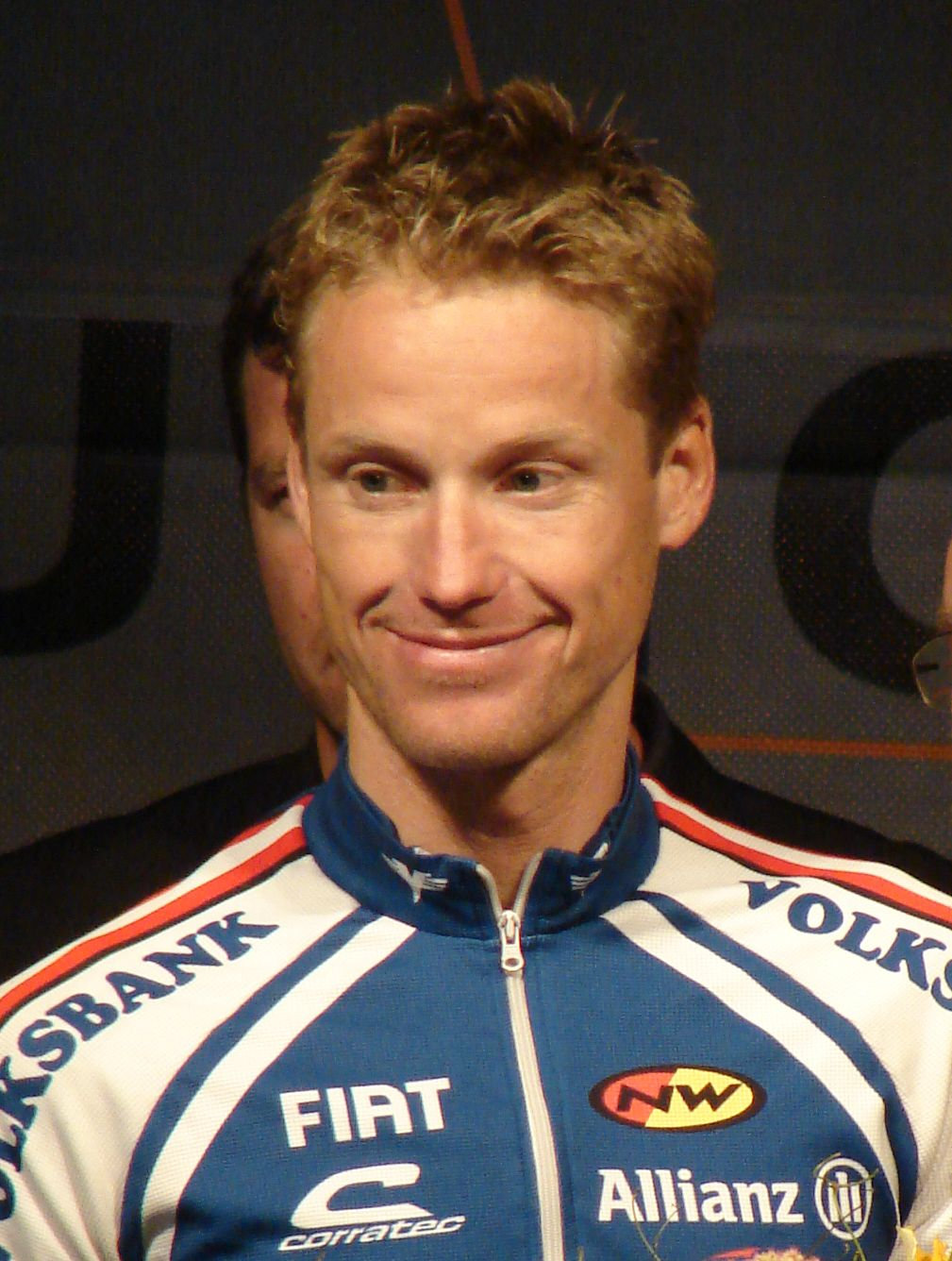
Der Österreicher Gerrit Glomser verschenkte den Etappensieg

### Zweite Etappe
Nach dem Start in Toblach verließen die Teilnehmer nach 12 km Italien. In Österreich mussten sie den Felber Tauern überqueren, einen Berg der ersten Kategorie. Über den Pass Thurn erreichten sie den 7,7 km langen und durchschnittlich 11,9 % steilen Schlussanstieg zum Kitzbüheler Horn, wo nach insgesamt 169,6 km im Ziel eine Bergwertung der Hors Catégorie abgenommen wurde.

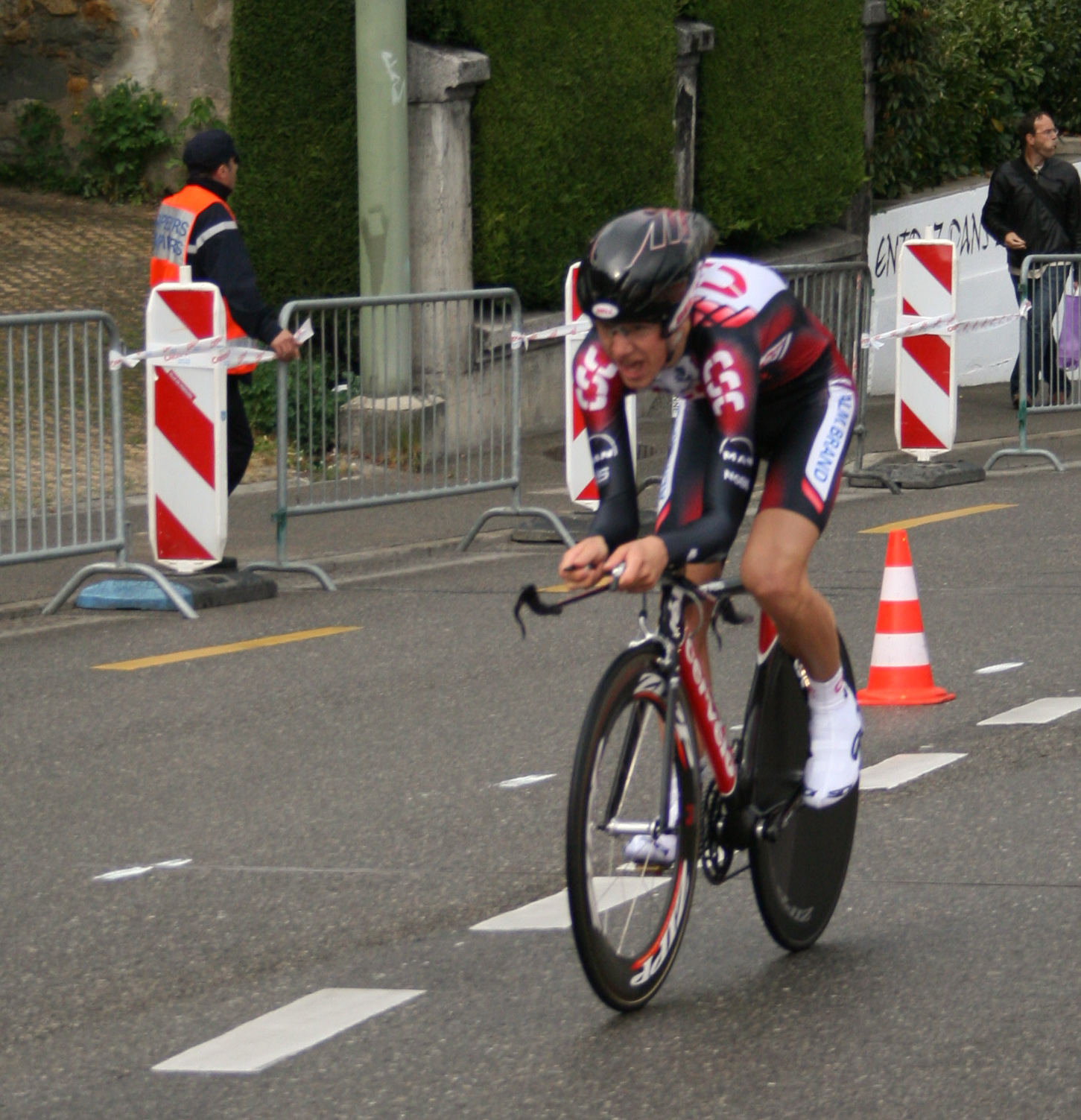
Der Däne Chris Anker Sørensen erwies sich als bester Kletterer auf das Kitzbüheler Horn und übernahm mit dem Etappensieg die Gesamtführung

Bei Rennkilometer 40 lösten sich Dmytro Grabovskyy und Michael Barry vom Feld und gingen mit einem Vorsprung von über neun Minuten in den ersten Anstieg. 50 km vor dem Ziel lag das Duo noch 13:40 Minuten vor den Verfolgern, die dann aber das Tempo erhöhten und am Fuße des Kitzbüheler Horns ihren Rückstand auf sieben Minuten verkürzt hatten. Barry konnte sich zunächst von Grabovskyy lösen, sein Vorsprung auf eine zunehmend kleiner werdende Verfolgergruppe nahm im Verlauf der 19 Kehren zum Ziel aber stetig ab. Paolo Bettini, der Träger des gelben Trikots, war inzwischen aus dieser Verfolgergruppe zurückgefallen, in der Thomas Rohregger das Tempo verschärfte. Ihm folgten Chris Anker Sørensen, der Führende der Bergwertung Giampaolo Caruso und der ukrainische Meister Ruslan Pidhornyj; Hrabowskyj war mittlerweile eingeholt, der Vorsprung Barrys drei Kilometer vor dem Ziel auf unter eine Minute gesunken. Sørensen und Rohregger, der 2007 die Etappe auf das Kitzbüheler Horn gewonnen hatte, setzten sich von Caruso und Pidhornyj ab, einer Attacke von Sørensen konnte auch Rohregger nicht mehr folgen. Nachdem er Barry eingeholt hatte, erreichte der Däne alleine das Ziel. Mit seinem Sieg übernahm er das gelbe Trikot des Gesamtführenden von Bettini, der die Etappe mit 7:43 Minuten Rückstand auf den Sieger beendete.

### Dritte Etappe
Die dritte Etappe begann in Kitzbühel und endete nach 183,7 km in Prägraten am Großvenediger. Auf der Großglockner-Hochalpenstraße wurde zunächst eine Bergwertung der Hors Catégorie am Fuscher Törl und kurz darauf der mit 2508 m höchste Punkt der Rundfahrt erreicht.
Bereits zu Beginn des Rennens hatte sich eine dreiköpfige Spitzengruppe gebildet, zu der kurze Zeit später zwei weitere Fahrer aufschließen konnten und die einen maximalen Vorsprung von 5:30 Minuten hatte. Im 18 km langen Anstieg zum Großglockner fielen vier der Ausreißer wieder zurück und wurden von den Fahrern einer Verfolgergruppe eingeholt, aus der sich die beiden Österreicher Gerrit Glomser und Markus Eibegger lösen konnten. Während Glomser den letzten verbliebenen Ausreißer Craig Lewis noch vor der Bergwertung stellen konnte, musste Eibegger wieder abreißen lassen. Aus der Verfolgergruppe, der der Träger des gelben Trikots Chris Anker Sørensen nicht folgen konnte, griff der Gesamtzweite Thomas Rohregger an und schloss zu Glomser auf. Die beiden erreichten gemeinsam das Fuscher Törl, im Sprint sicherte sich Glomser als dritter Österreicher in Folge den Titel des Glocknerkönigs. Mit geringem Abstand folgte eine Gruppe mit Ruslan Pidhornyj, Wladimir Gussew und Giampaolo Caruso; Sørensen erreichte mit 2:10 Minuten Rückstand auf Glomser den Gipfel.
Glomser sicherte sich auch die Bergwertung am Hochtor. In der folgenden Abfahrt schlossen einige Fahrer wieder nach vorne auf, es bildete sich eine 13-köpfige Spitzengruppe, die ihren Vorsprung auf eine größere Verfolgergruppe um Sørensen und Davide Rebellin auf maximal vier Minuten ausbauen konnte. Nach der zweiten Sprintwertung des Tages kam es zu zahlreichen Attacken aus der Gruppe der Führenden, die aber nicht erfolgreich waren. Währenddessen verringerte sich der Rückstand der Verfolger wieder.
Einem Angriff Pidhornyjs kurz vor der letzten Bergwertung des Tages in Virgen konnte niemand folgen. Pidhornyj, der die Rundfahrt 2006 als Zweiter und im Vorjahr als Fünfter beendet hatte, fuhr die letzten Kilometer alleine an der Spitze und gewann die Etappe. Rohregger übernahm dank seines dritten Platzes das gelbe Trikot.

### Vierte Etappe
Die längste Etappe der Österreich-Rundfahrt 2008 begann in Lienz und endete nach 214,8 km in Wolfsberg.
Nach ungefähr 35 km setzte sich Tom Stamsnijder vom Feld ab, ihm folgte kurz darauf Olivier Kaisen. Das Duo konnte seinen Vorsprung rasch ausbauen, er betrug maximal 12:10 Minuten. In der zweiten Etappenhälfte verschärfte das Feld sein Tempo, sechs Kilometer vor dem Ziel wurden die Ausreißer gestellt. Die Entscheidung um den Etappensieg fiel im Massensprint, den André Greipel gewann.
Thomas Rohregger konnte dank zweier Zeitbonifikationen bei Zwischensprints seinen Vorsprung in der Gesamtwertung um zwei Sekunden vergrößern.

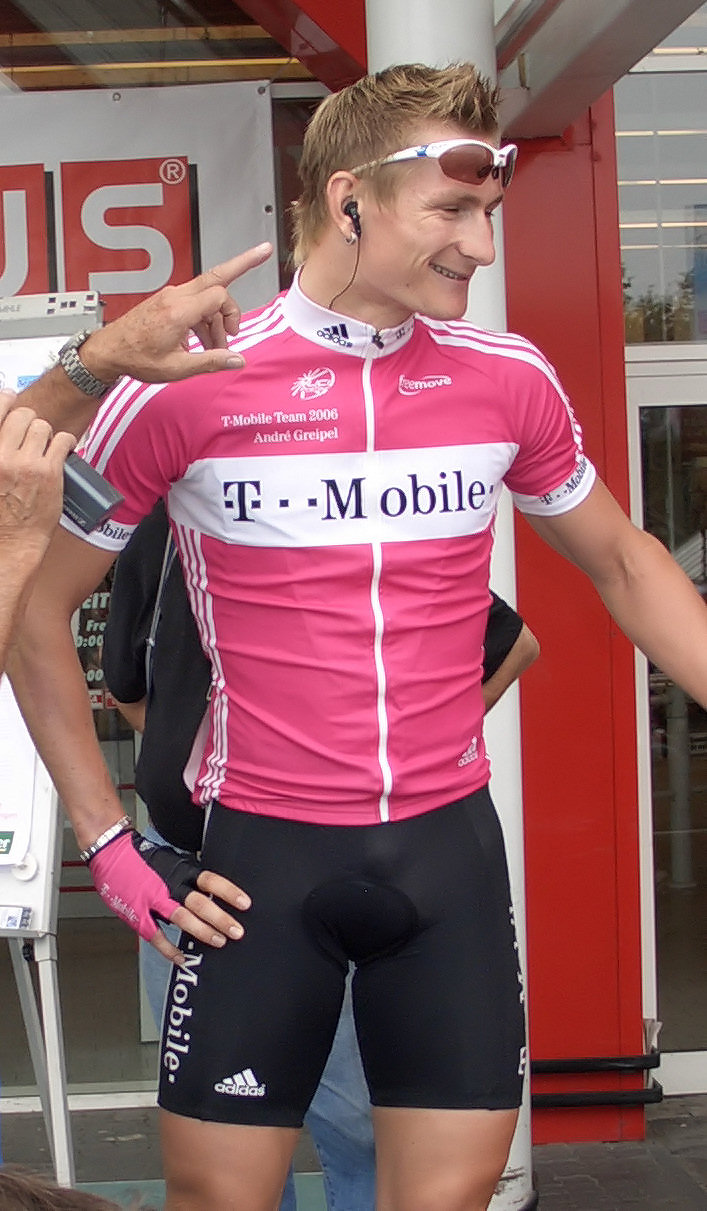
Sieger der vierten Etappe wurde der Deutsche André Greipel

### Fünfte Etappe
Die fünfte Etappe mit Start in Wiener Neustadt führte über vergleichsweise flaches Terrain nach Bad Vöslau. Sie hatte eine Länge von 184,4 km.

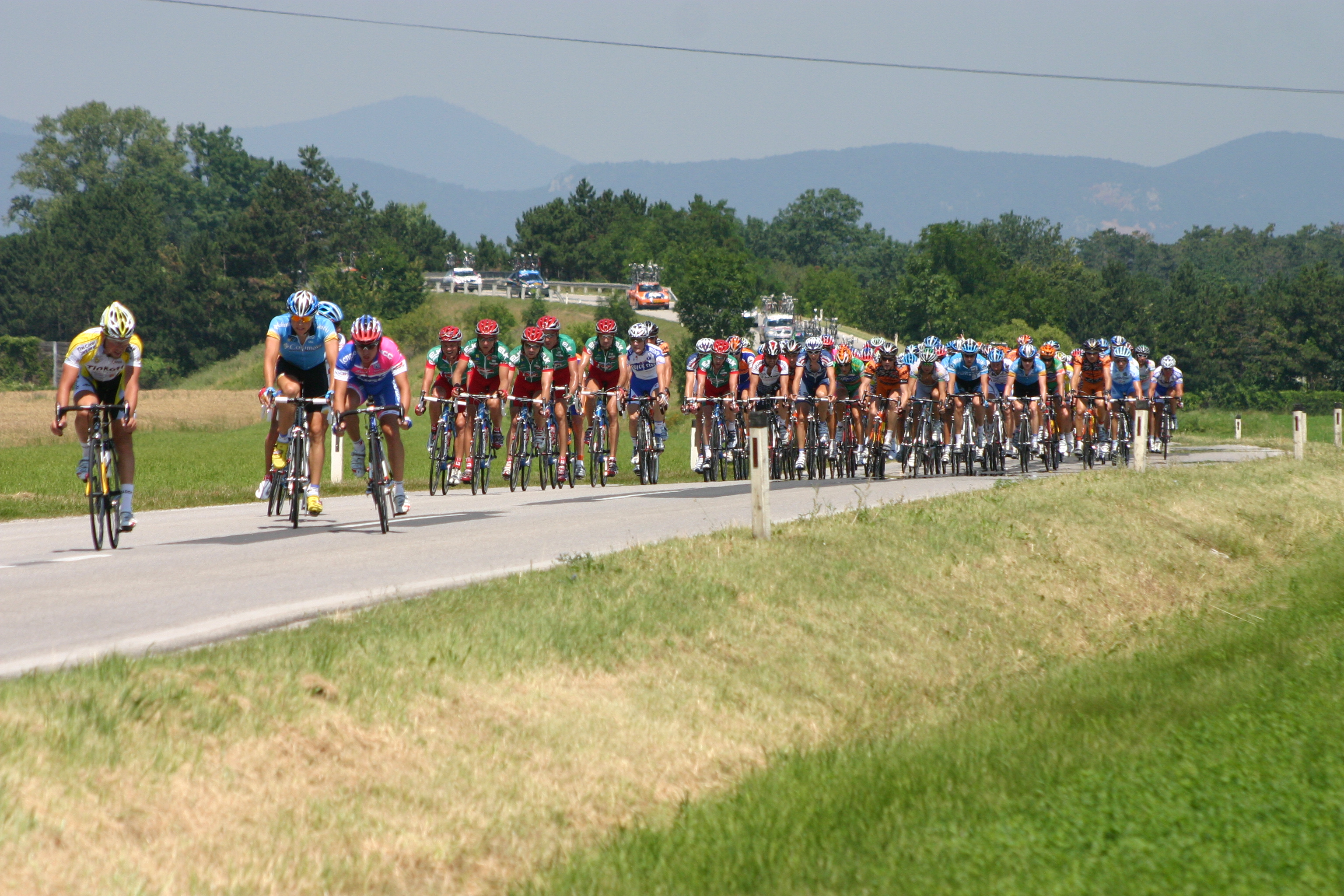
Österreich-Radrundfahrt 2008 bei Schwarzau am Steinfeld

Nachdem die verbliebenen 131 Teilnehmer geschlossen etwa 40 km zurückgelegt hatten, starteten René Haselbacher und Emanuele Bindi einen erfolgreichen Ausreißversuch. Sie konnten ihren Vorsprung auf bis zu 11 Minuten ausbauen und erreichten gemeinsam die Zielgerade. Den Sprint um den Etappensieg konnte der Österreicher Haselbacher für sich entscheiden, womit er auch die Führung in der Sprintwertung übernahm.
Das Hauptfeld erreichte mit rund zweieinhalb Minuten Rückstand das Ziel und zerfiel dort in mehrere Gruppen. Weil sich der Führende Rohregger in einer aufhielt, die vor Pidhornyj und Sørensen die Etappe beendete, konnte er seinen Vorsprung in der Gesamtwertung um vier Sekunden ausbauen.

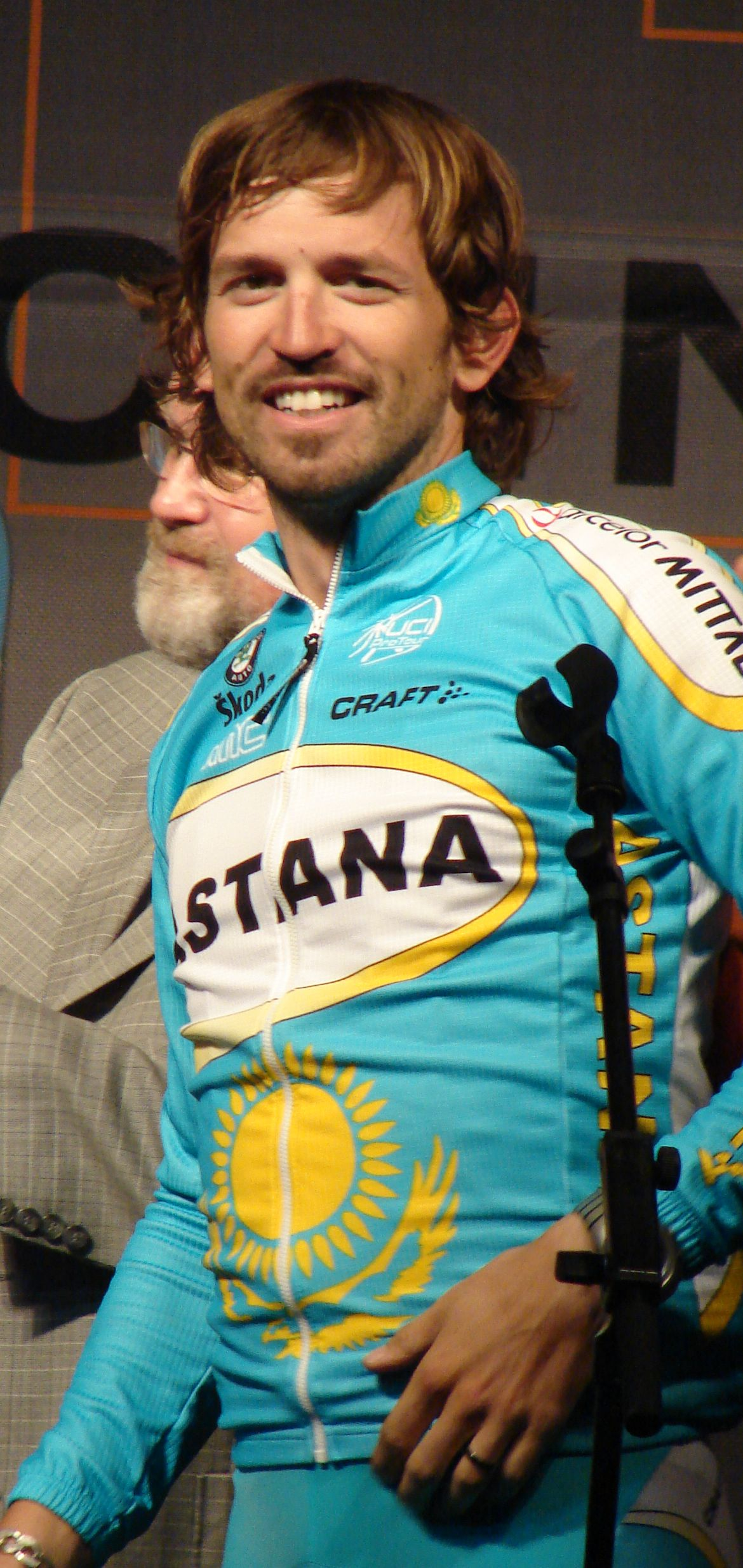
Etappensieger René Haselbacher

### Sechste Etappe
Das zweite Einzelzeitfahren beginnt und endet in Podersdorf am See. Der ebene Kurs ist 26,2 km lang.
Bert Grabsch, der amtierende deutsche Meister im Zeitfahren, errang den Tagessieg mit über 40 Sekunden Vorsprung auf den Etappenzweiten.
Thomas Rohregger, der im Vorjahr beim Zeitfahren an selber Stelle das gelbe Trikot verloren hatte, konnte dank eines vierten Platzes seine Führung in der Gesamtwertung weiter ausbauen. Pidhornyj, 2007 Zweiter in Podersdorf, kam mit fast einer Minute Rückstand auf Rohregger ins Ziel und fiel auf Platz drei im Gesamtklassement zurück; der Etappensiebte Wladimir Gussew verbesserte sich auf den zweiten Rang.

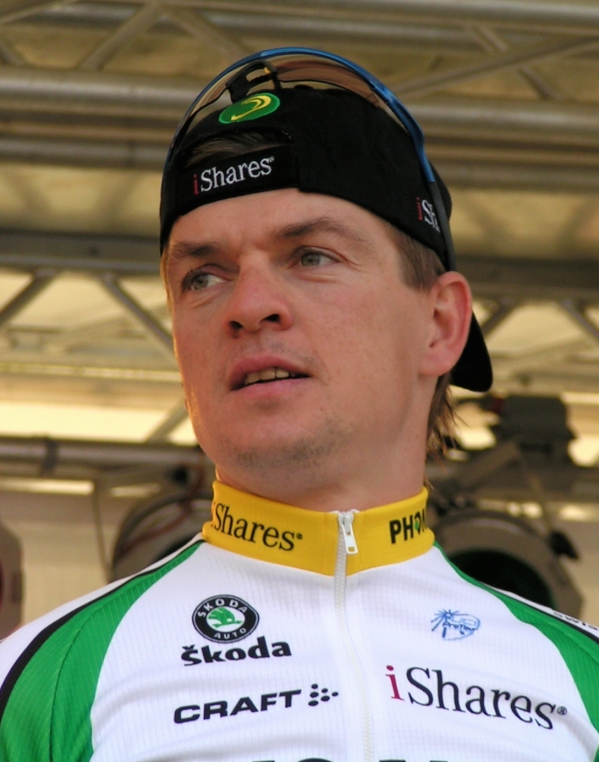
Bert Grabsch, der Gewinner des Einzelzeitfahrens

### Siebente Etappe

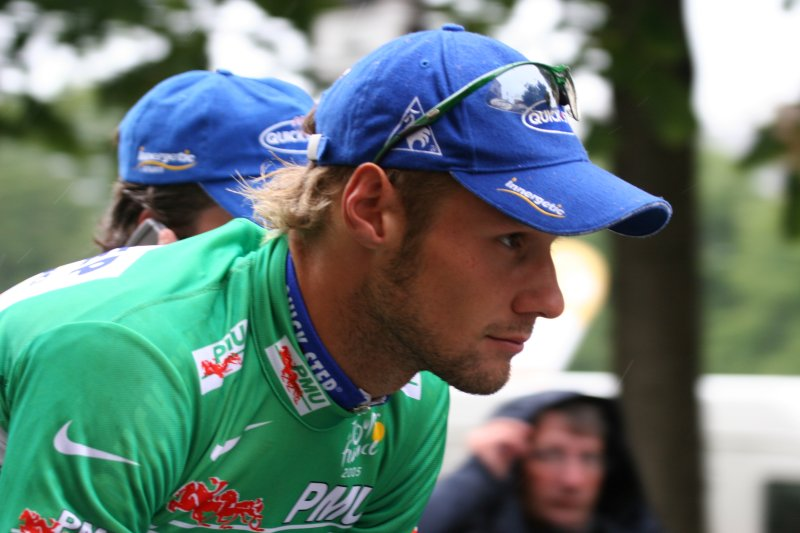
Ex-Weltmeister Tom Boonen, Sieger der letzten Etappe

Nach dem Start in Podersdorf erreichen die verbliebenen Teilnehmer die österreichische Bundeshauptstadt. Dort wird das Ziel beim Wiener Rathaus auf einem 6,2 km langen Rundkurs neunmal überquert, bevor die Etappe nach 128,7 km mit der zehnten Zieldurchfahrt endet.
Der Rennbeginn war von zahlreichen Ausreißversuchen geprägt, kein Fahrer konnte sich jedoch entscheidend vom Feld lösen. Erst nach 50 km gelang es dem Österreicher Michael Knopf, sich einen größeren Vorsprung zu erarbeiten; er führte mit maximal 1:30 Minuten Vorsprung. Nach der zweiten Sprintwertung hatte das Hauptfeld ihn wieder eingeholt. Die Entscheidung um den Etappensieg fiel im Massensprint, den Ex-Weltmeister Tom Boonen für sich entscheiden konnte. Thomas Rohregger kam zeitgleich mit dem Sieger ins Ziel und gewann damit zum ersten Mal die Österreich-Rundfahrt. André Greipel wurde bei einem Zwischensprint Zweiter und Etappenneunter, wodurch er sich genügend Punkte sichern konnte, um die Sprintwertung zu gewinnen. Giampaolo Caruso führte die Bergwertung seit der zweiten Etappe und gewann die Wertung mit deutlichem Vorsprung.